# Ysabel Ortega
Ysabel Ortega (Laoag, Ilocos Norte, Filipinas; 25 de enero de 1999) es una actriz, modelo comercial, cantante y bailarina filipina. Saltó a la fama por interpretar a la principal antagonista y villana Charlotte "Charlie" Quiñones en Pusong Ligaw. También apareció en varios programas como On the Wings of Love, Maalaala Mo Kaya, Ipaglaban Mo! y Born for You. Después de cuatro años con ABS-CBN, se transfirió a GMA Network.

## Temprana edad y educación
Ysabel Ortega nació como Maria Ysabel Ortega Lapid en Laoag , Ilocos Norte de Lito Lapid y Michelle Ortega.
Ysabel se graduó con un título en Economía Política de la Universidad de Asia y el Pacífico. Está interesada en continuar sus estudios y actualmente está estudiando derecho.

## Carrera
Ortega apareció por primera vez como un villano principal en Born for You, y luego interpretó papeles secundarios en On the Wings of Love, Maalaala Mo Kaya y otros.
Ortega también interpretó a un personaje villano y obsesionado, nuevamente, como la principal antagonista Charlotte "Charlie" en Pusong Ligaw, y se hizo conocida por ese papel.
Ortega también fue visto en Maalaala Mo Kaya.
Más tarde, se convirtió en uno de los principales actores de Araw Gabi como Nica Marcelo.
En el 2019, se mudó a GMA Network.
En 2020, Ysabel obtuvo el papel de Jamie Robinson en la muy esperada adaptación de acción en vivo de la exitosa serie de anime Voltes V, Voltes V: Legacy. Investigó y entrenó mucho antes de hacer la audición para el papel.

## Filmografía

### Televisión
| Año          | Título                                       | Rol                          | Notas                        | Red         |
| ------------ | -------------------------------------------- | ---------------------------- | ---------------------------- | ----------- |
| 2023         | Voltes V: Legacy                             | Jamie Robinson               | Rol principal / Protagonista | GMA Network |
| 2022         | What We Could Be                             | Cynthia Macaraeg             | Rol principal / Protagonista | GMA Network |
| 2021–present | All-Out Sundays                              | Herself                      | Ejecutante / Coanfitrión     | GMA Network |
| 2019         | Pepito Manaloto                              | Tina                         |                              | GMA Network |
| 2019         | The Gift                                     | Sabina Marcelino             |                              | GMA Network |
| 2019         | Maynila: Back to One                         | Young Cristina               |                              | GMA Network |
| 2019         | Studio 7                                     | Herself                      |                              | GMA Network |
| 2018         | Precious Hearts Romances Presents: Araw Gabi | Veronica "Nica" Marcelo      |                              | ABS-CBN     |
| 2018         | Ipaglaban Mo!                                | Yumi                         |                              | ABS-CBN     |
| 2017–18      | Pusong Ligaw                                 | Charlotte "Charlie" Quiñones |                              | ABS-CBN     |
| 2017         | Maalaala Mo Kaya                             | Aiza                         |                              | ABS-CBN     |
| 2016         | Maalaala Mo Kaya                             | Ronnie's sister              |                              | ABS-CBN     |
| 2016         | Born for You                                 | Niña                         |                              | ABS-CBN     |
| 2015–16      | On the Wings of Love                         | Angela Stevens-Fausto        |                              | ABS-CBN     |